# 稲守朋子
稲守 朋子（いなもり ともこ）は、日本のテコンドー選手。

## 来歴
静岡県立大学の食品栄養科学部にて学ぶ。2004年、腹痛に耐えかね入院したところ、卵巣癌が発見された。卵巣の一つを摘出する手術を受けたのち、1年の闘病生活を経て復学した。その後、かねてからの趣味だったテコンドーに再び取り組み始めた。抗癌剤を投与する治療が終わってから、わずか1ヶ月で試合に復帰した。しかも、復帰後は連勝を重ね、一敗もしないまま全国大会で優勝した。2007年には国際テコンドー連盟の「世界テコンドー選手権大会」に出場し、シニア団体女子マッソギにて銀メダルを取得し、団体女子トゥルでは金メダルを獲得した。また、これらの戦績が評価され、最優秀チーム賞も受賞した。
現在は、静岡県立大学の大学院にて博士後期課程に在籍し、生活健康科学研究科の食品栄養科学専攻にて生活習慣病の研究に取り組んでおり、カロリーの摂取制限にかかわる遺伝子について研究している。博士後期課程においては、小林公子らから指導を受けた。グローバルCOEプログラムにおいても、稲守の研究が若手研究者支援事業に採択されている。また、稲守のこれらの業績に対して、静岡県立大学では賞を贈ることを決め、学長の西垣克よりはばたき賞が授与された。

## 戦績
- 2007年8月 - 世界テコンドー選手権大会シニア団体女子トゥル優勝。
- 2007年8月 - 世界テコンドー選手権大会シニア団体女子マッソギ準優勝。

## 賞歴
- 2007年11月 - はばたき賞。

## 関連人物
- 小林公子